# Туризм в Аргентині

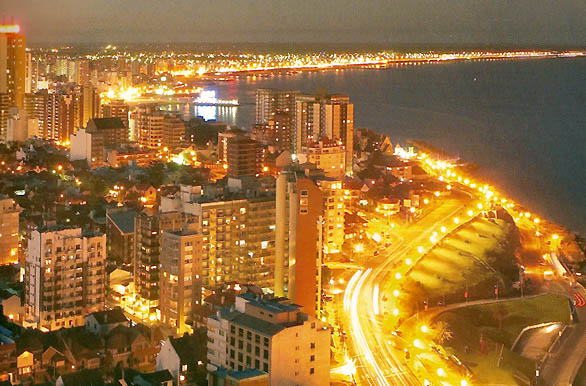
Мар-дель-Плата

Аргентина приваблює туристів великою кількістю природних красот, своїми традиціями та кухнею, чому також сприяє розвиненість туристичної інфраструктури. Країна володіє величезною територією, що тягнеться від вершин Анд на заході до атлантичних пляжів, скелястих берегів Аргентинського моря та широких річок на сході; від тропічної сельви на півночі до льодовиків, озер і холодних лісів Патагонії на півдні, доходячи до узбережжя Антарктиди. Основні способи пересування по країні — повітряний транспорт або автобус. (див. Транспорт Аргентини).
Клімат на території Аргентини загалом помірний, однак, слід враховувати, що в гірських районах півдня, включно з тропічними зонами, температура повітря часто знижується і можливі снігопади, тоді як у низинних регіонах півночі трапляється спека. Найхолодніші місяці — травень, червень і липень, найтепліші — грудень, січень і лютий.
Згідно з даними Всесвітньої туристичної організації, 2018 року країну відвідало понад 6,9 млн туристів, що забезпечило 5,56 млрд доларів надходжень. Аргентина є найвідвідуванішою країною Південної Америки і четвертою на американському континенті. Основний туристичний потік направлений з Бразилії, Чилі, Перу, Колумбії, Мексики, Болівії, Еквадору, Уругваю, Венесуели і Парагваю, а серед європейських країн — з Іспанії, Італії, Франції, Німеччини, Великої Британії і Швейцарії.

## Основні напрями

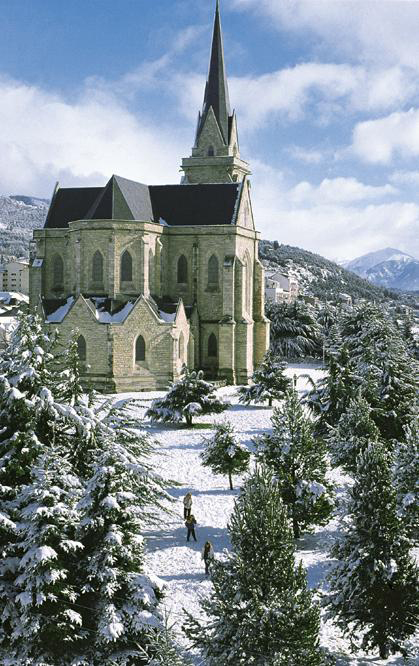
Собор у Сан-Карлос-де-Барілоче

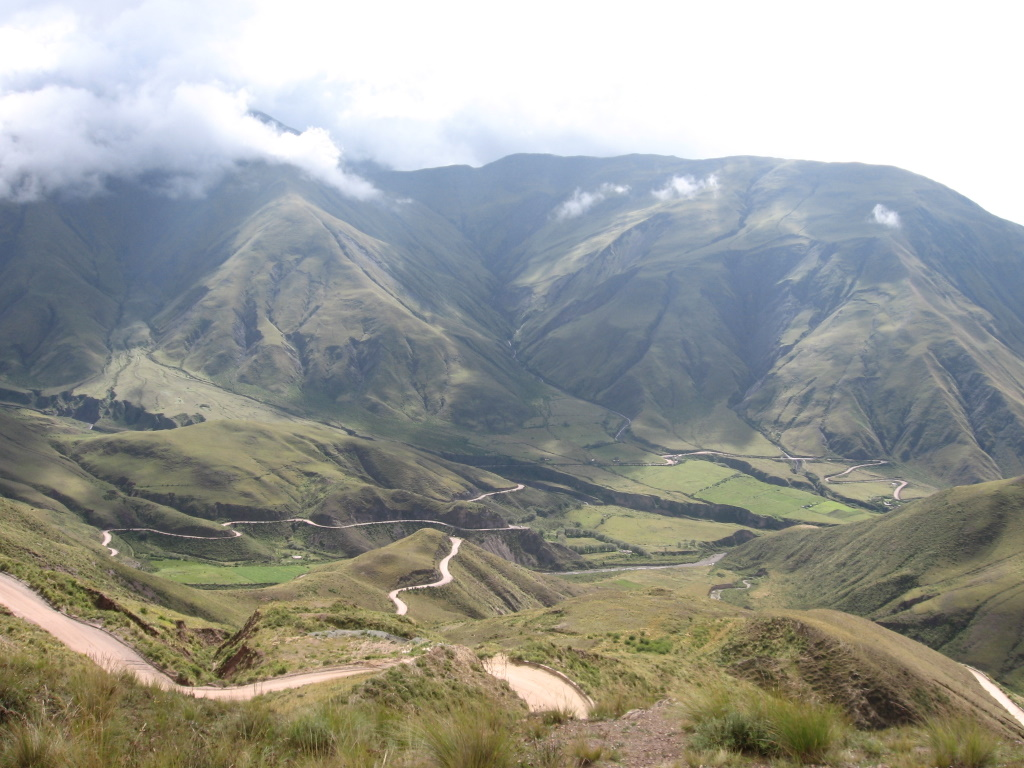
Долина Кальчакі

- Столиця Буенос-Айрес по праву вважається «Парижем Південної півкулі», завдяки старовинній архітектурі і культурній діяльності. Мандрівники часто вибирають нічні екскурсії по місцях, де танцюють танго або відвідують маєтки в провінції — естансії (ісп. estancia), щоб скуштувати традиційні страви з м'яса. В останні роки виникають маршрути, присвячені відомим особистостям — Карлосу Гарделю, Еві Перон, Хорхе Луїсу Борхесу.

- Водоспади Ігуасу розташовані на північному сході в субтропічній сельві, мають розвинену супутню інфраструктуру і безліч маршрутів, що входять у Національний Парк. Історичний потяг «Tren de las Nubes» ходить в екорегіон Пуни, пустельного плоскогір'я.

- Періто-Морено, частина Південнопатагонського крижаного поля — гігантський льодовик, який ділить надвоє озеро Архентіно. Розташований біля міста Ель-Калафате в Патагонії.

- Барілоче, Вілья-ла-Ангостура[es], Сан-Мартін-де-лос-Андес[es], Хунін-де-лос-Андес[es], Ель-Больсон[es], Ескель[es], Тревелін[es], Лос-Антигуос[es], Копауе, Кав'яуе[es] — міста в закритих гірських районах, покритих «патагонським андським лісом» і льодовиковими озерами. Поблизу них розташовані зимові спортивні бази.

- Ушуая — найпівденніше місто в світі, яке знаходиться в провінції Вогняна Земля, що приваблює туристів своєю кухнею і відчуттям перебування в буквальному сенсі на краю світу. На півночі острова місто Ріо-Гранде[es], цікаве старовинними дерев'яними різнокольоровими кварталами і ловом пструга. Поблизу йде найпівденніша у світі Південна Фуеганська дорога (FCAF) до найпівденнішого на планеті національного парку «Вогняна Земля».

- Сьєррас-де-Кордова[es] — регіон з м'яким кліматом і різноманітністю пейзажів, від сільських і міських, де туристичними центрами єВілья-Хенераль-Бельграно[es] і Ла Кумбресіта[es]. Іншими найбільш відвідуваними туристами містами є Карлос-Пас[ru], Коскін[es], Ла-Фальда, Капілья-дель-Монте[es], Міна Клаверо[es], Хесус Марія[es], а також солоне озеро Мар-Чикіта. Столиця Кордова багата на сучасну і колоніальну архітектуру.

- Парк Ісчігуаласто — ландшафт з рідкісною рослинністю і багатою колірною гамою ґрунтів, що вражає химерністю гір і скель (геоформ). Крім того, тут знаходиться палеонтологічний центр. Парк тягнеться від провінції Сан-Хуан до провінції Ла-Ріоха через національний парк Талампая.

- Кебрада-де-Умауака — долина і однойменна ущелина на північному заході Аргентини.

- Сальта, долина Кальчакі і національний парк Лос-Кордонес.

- Пуна-де-Атакама — високогірне плато з найвищими вершинами (близько 6000 м), безліччю солоних озер і лагун саларес, що входять у регіон пустелі Атаками.

- Водно-болотні угіддя Ібера[es]

- Вілья-Епекуен[es] — «аргентинська Атлантида»[1][2].

### Екотуризм
Такі види туризму як піший туризм і спостереження за птахами розвинені в національних парках Водно-болотні угіддя Ібера, Іґуасу, Ель-Рей, Калілегва і Лагуна Бланка. Плавання, зокрема сноркелінг поширене на півострові Вальдес, а також озерах країни.

### Пригодницький туризм

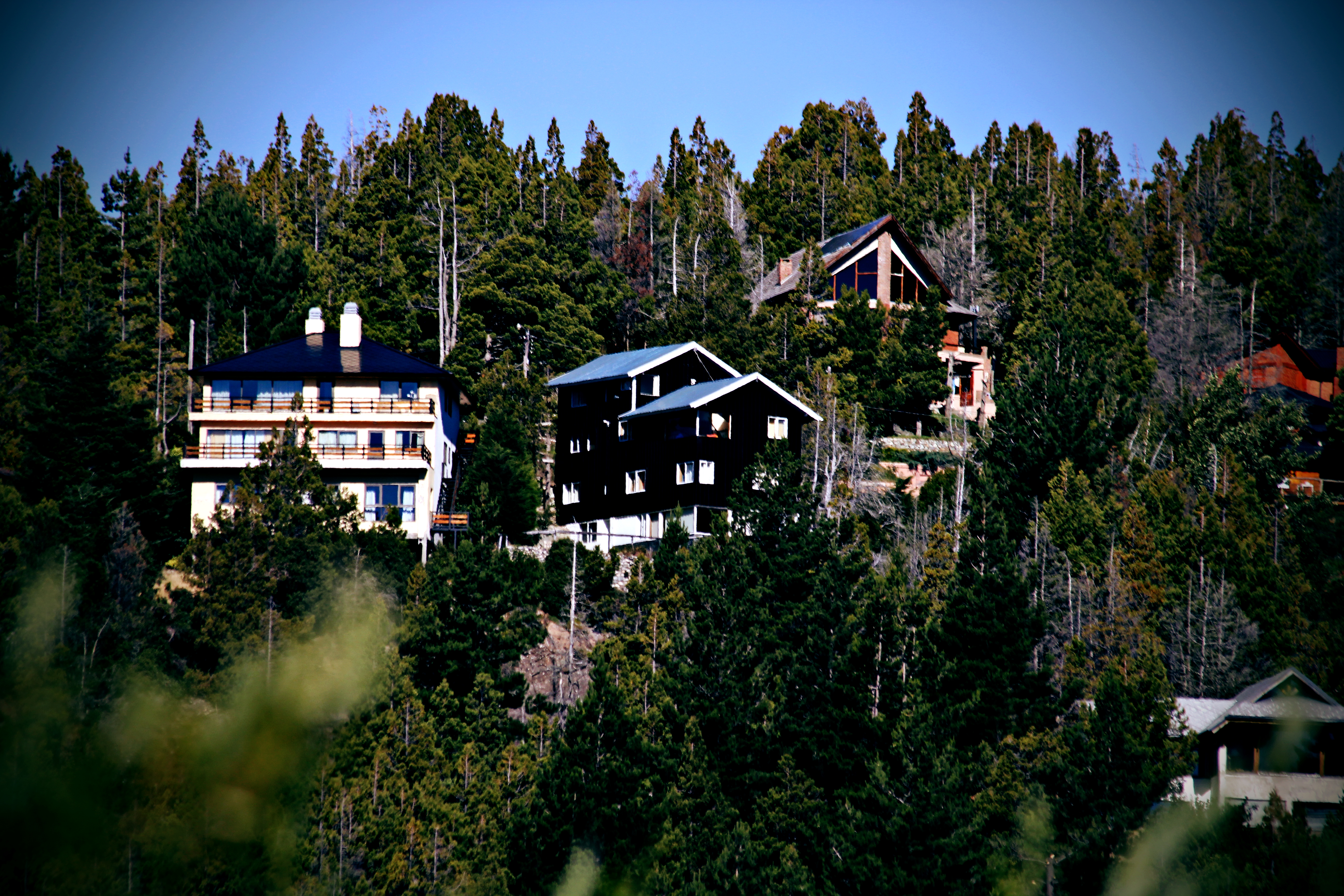
Шале у Барілоче

Класикою альпінізму вважаються гори Ланін та Тронадор на півдні країни, а для вертикального скелелазіння призначені гори Торре і Фіц-Рой. Доповнює цей список провінціальний парк Аконкагуа і однойменний згаслий вулкан. З провінції Вогняна Земля вирушають круїзні лайнери та яхти, які йдуть протокою Бігля до острова Естадос і повз мис Горн в Антарктиду. Один з найдавніших заселених регіонів — Юнга добре підходить для гірських веломандрівок, спорту і багатоденних походів на конях.

### Агротуризм
До основних зон сільського туризму (агротуризму) належать провінція Буенос-Айрес і провінції Патагонії, головним чином — Санта-Крус.

### Освітній туризм
Зводиться до вивчення іспанської мови в наявній у країні розвиненій системі освіти.

### Релігійний туризм
Релігія в Аргентині представлена католицизмом, юдаїзммом та ісламом. Католицьке свято День усіх святих набуло інтернаціонального масштабу.

### Спортивний туризм
Гірськолижні бази розташовані в передгір'ях Анд. Основні з них — Пенітентес (ісп. Penitentes), Лас-Леньяс (ісп. Las Leñas), Кав'яуе (ісп. Caviahue), Серро Байо (ісп. Cerro Bayo), Ла-Ойа (ісп. La Hoya), Чапелько (ісп. Chapelco), Серро Катедраль (ісп. Cerro Catedral), Серро Кастор (ісп. Cerro Castor). До інших видів спорту, що приваблюють туристів, належать гольф, кінне поло і спортивне рибальство.

## Статистика
| Рік                            | 2010*    | 2009    | 2008    | 2007    | 2006    | 2005    | 2004    | 2003    |
| ------------------------------ | -------- | ------- | ------- | ------- | ------- | ------- | ------- | ------- |
| Кількість прибулих туристів    | 5325129* | 4307666 | 4700494 | 4561742 | 4172534 | 3822666 | 3456527 | 2995272 |
| Грошових надходжень (млн дол.) | 4816,4*  | 3837,5  | 4530,1  | 4218,1  | 3249,5  | 2640,9  | 2162,7  | 1942,3  |

Джерело: Indicadores del Turismo. 2003—2010 роки. 2010 рік — приблизна оцінка.